# 23. Kanadisches Kabinett
Das 23. Kanadische Kabinett (engl. 23rd Canadian Ministry, franz. 23e conseil des ministres du Canada) regierte Kanada vom 30. Juni 1984 bis zum 16. September 1984. Dieses von Premierminister John Turner angeführte Kabinett bestand aus Mitgliedern der Liberalen Partei.

## Minister
| Amt                                                              | Name               | Zeitraum                           |
| ---------------------------------------------------------------- | ------------------ | ---------------------------------- |
| Premierminister                                                  | John Turner        | 30. Juni 1984 – 16. September 1984 |
| Vize-Premierminister                                             | Jean Chrétien      | 30. Juni 1984 – 16. September 1984 |
| Außenminister                                                    | Jean Chrétien      | 30. Juni 1984 – 16. September 1984 |
| Justizminister und Attorney General                              | Donald Johnston    | 30. Juni 1984 – 16. September 1984 |
| Verteidigungsminister                                            | Jean-Jacques Blais | 30. Juni 1984 – 16. September 1984 |
| Finanzminister                                                   | Marc Lalonde       | 30. Juni 1984 – 16. September 1984 |
| Minister für nationale Einkünfte                                 | Roy MacLaren       | 30. Juni 1984 – 16. September 1984 |
| Minister für internationalen Handel                              | Francis Fox        | 30. Juni 1984 – 16. September 1984 |
| Verkehrsminister                                                 | Lloyd Axworthy     | 30. Juni 1984 – 16. September 1984 |
| Umweltminister                                                   | Charles Caccia     | 30. Juni 1984 – 16. September 1984 |
| Arbeitsminister                                                  | André Ouellet      | 30. Juni 1984 – 16. September 1984 |
| Minister für nationale Gesundheit und Wohlfahrt                  | Monique Bégin      | 30. Juni 1984 – 16. September 1984 |
| Landwirtschaftsminister                                          | Ralph Ferguson     | 30. Juni 1984 – 16. September 1984 |
| Minister für Fischerei und Ozeane                                | Herb Breau         | 30. Juni 1984 – 16. September 1984 |
| Minister für Energie, Bergbau und Ressourcen                     | Gerald Regan       | 30. Juni 1984 – 16. September 1984 |
| Wissenschafts- und Technologieminister                           | Edward Lumley      | 30. Juni 1984 – 16. September 1984 |
| Minister für Kommunikation                                       | Edward Lumley      | 30. Juni 1984 – 16. September 1984 |
| Minister für Konsumenten- und Unternehmensangelegenheiten        | Judy Erola         | 30. Juni 1984 – 16. September 1984 |
| Minister für Versorgung und Dienstleistungen                     | Charles Lapointe   | 30. Juni 1984 – 16. September 1984 |
| Minister für staatliche Bauvorhaben                              | Charles Lapointe   | 30. Juni 1984 – 16. September 1984 |
| Minister für Beschäftigung und Einwanderung                      | John Roberts       | 30. Juni 1984 – 16. September 1984 |
| Minister für Indianerangelegenheiten und Entwicklung des Nordens | Doug Frith         | 30. Juni 1984 – 16. September 1984 |
| Minister für regionale industrielle Expansion                    | Edward Lumley      | 30. Juni 1984 – 16. September 1984 |
| Minister für wirtschaftliche und regionale Entwicklung           | André Ouellet      | 30. Juni 1984 – 16. September 1984 |
| Minister für soziale Entwicklung                                 | Judy Erola         | 30. Juni 1984 – 16. September 1984 |
| Minister für Veteranenangelegenheiten                            | Bennett Campbell   | 30. Juni 1984 – 16. September 1984 |
| Minister für Außenbeziehungen                                    | vakant             | 30. Juni 1984 – 16. September 1984 |
| Beigeordneter Verteidigungsminister                              | vakant             | 30. Juni 1984 – 16. September 1984 |
| Staatssekretär für Kanada                                        | Serge Joyal        | 30. Juni 1984 – 16. September 1984 |
| Präsident des Schatzamtausschusses                               | Herb Gray          | 30. Juni 1984 – 16. September 1984 |
| Präsident des Kronrates                                          | André Ouellet      | 30. Juni 1984 – 16. September 1984 |
| Solicitor General                                                | Bob Kaplan         | 30. Juni 1984 – 16. September 1984 |
| Fraktionsvorsitzender der Regierungspartei im Senat              | Allan MacEachen    | 30. Juni 1984 – 16. September 1984 |